# Karamandere
Karamandere es un barrio en el noroeste de Çatalca de Estambul, fundado en 1879 por comunidades inmigrantes de la península de los Balcanes.
Está el Mar Negro en el noreste, el parque natural Çilingoz en el noroeste, el D 020 en el sur, el bosque estatal en el sureste, el parque natural Danamandıra en el suroeste y Durugöl en el este. En la geografía hay terrazas, grava, aluvión, astillas de piedra, mármol y gneis, se hace agricultura de huerto. Ferah Hill, Harman Hill y Bostantarla Hill son picos importantes. El puente Karamandere-Plaza Karamandere y las carreteras 34-82 son carreteras importantes. Karamandere Creek, Binkılıç Creek, Mandıra Creek, Yaylacık Creek son arroyos importantes y estos arroyos desembocan en Durugöl. Los acueductos romanos y la muralla de Anastasia son edificios históricos alrededor. En importantes vías fluviales y hay muchas fuentes de agua. Se planifican proyectos relacionados con los recursos hídricos existentes y los recursos energéticos naturales. Hay organizaciones de distribución de agua, organizaciones de turismo y obras turísticas. Se utiliza para deportes al aire libre y industria cinematográfica.
Se celebraron debates sobre el problema de los antiguos asentamientos aldeanos pertenecientes al Tesoro de 140 años y se presentó el tema al Parlamento. Con la ley aprobada por el Parlamento en 2012, la entidad legal de la aldea se abolió en 2014 y se convirtió en un barrio.